# Li Kunwu
 (septembre 2019).
Si vous disposez d'ouvrages ou d'articles de référence ou si vous connaissez des sites web de qualité traitant du thème abordé ici, merci de compléter l'article en donnant les références utiles à sa vérifiabilité et en les liant à la section « Notes et références ».
Li Kunwu (李昆武) est un manhuajia né en 1955 dans la province du Yunnan en Chine.

## Biographie
Dessinateur de presse pour le Yunnan Ribao(Le Quotidien du Yunnan) pendant plusieurs décennies, Li Kunwu est l'auteur d'une trentaine d'ouvrages dans son pays. C'est la trilogie Une vie chinoise, relatant sa vie à l'époque de la révolution culturelle et co-scénarisé par Philippe Ôtié, qui l'a fait connaître aux lecteurs francophones.

## Ouvrages
- Une vie chinoise, scénario de Philippe Ôtié, éditions Kana, coll. « Made In »

1. Le temps du père[1], 2009  (ISBN 978-2-505-00608-4)
2. Le temps du Parti, 2009  (ISBN 978-2-505-00761-6)
3. Le temps de l'Argent, 2011  (ISBN 978-2-505-00882-8)

Intégale, 2015  (ISBN 978-2-505-06503-6)
- Les pieds bandés[2], Kana, 2013  (ISBN 978-2-505-01691-5)
- La Voie ferrée au-dessus des nuages[3], éditions Kana, 2013  (ISBN 978-2-505-01963-3)
- Empreintes, éditions Kana, coll « Made In », 2014  (ISBN 978-2-505-01753-0)
- Cicatrices, Urban China, 2014  (ISBN 978-2-372-59000-6)
- Ma génération, celle d'une vie chinoise, Kana

1. Celle d'une vie chinoise, 2016  (ISBN 978-2-5050-6260-8)
2. Tome 2, 2016  (ISBN 978-2-505-06637-8)

## Prix et récompenses
- 2010 : 
  - Prix Château de Cheverny de la bande dessinée historique pour Une vie chinoise t. 2 : Le Temps du Parti (avec Philippe Ôtié) ;
  - prix des Lecteurs du festival Quai des Bulles de Saint-Malo ;
- 2013 : 
  - Dragon d’Or du festival Manga International Canton (équivalent du Goncourt français[réf. souhaitée]) ;
  - Prix du festival de bande dessinée à Alger ;
- Nommé à deux reprises pour le Wisner Awards, « Prix Will Eisner » (l’équivalent des Oscars cinématographiques[réf. souhaitée])[Quand ?]
- 2015 : prix d’Excellence du 18e Japan Media Arts Festival (2014) décerné par le ministre japonais de la Culture.

## Expositions arts contemporains
- Première exposition muséographique au musée Cernuschi (janvier 2015).
- sept.-nov. 2015 : Exposition de Li Kunwu au Grand Théâtre d’Angers
- 2015-2016 : Exposition au siège social de Michelin à Clermont-Ferrand (déc.-janv. 2015/2016)
- mars-sept. 2016 : Exposition au siège social de Michelin en Chine  - Shanghai
- 2017:  exposition au musée d'Albi (musée Toulouse-Lautrec) dans le cadre du Festival Made in Asia (avril/mai 2017).
- 2017/2018 : « Regards Croisés » en Bourgogne : confrontation des œuvres de Li Kunwu au peintre américain Douglas Gorsline, au sein même du musée Gorsline en partenariat avec les acteurs culturels de la Côte d’Or.
- 2018 : Exposition au Frac Auvergne[4]. Commissariat : Geneviève Clastres, Philippe Pataud Célérier. Près de 15 000 visiteurs en 6 semaines[5]. Publication d'un beau livre (Éditions Est-Ouest 371, janvier 2018).

- De Pékin à Hankou, une aventure belge en Chine » du 7 mai au 10 octobre 2021. Exposition à Bruxelles au Train world. Pour l'occasion des oeuvres à quatre mains ont été dessinées par Li Kunwu et François Schuiten.https://www.trainworld.be/fr/actualites/detail/dossier-de-presse-expo-de-pekin-a-hankou-une-aventure-belge-en-chine